# Cal Sastre (Viver)
Cal Sastre és una masia de Viver, al municipi de Viver i Serrateix (Berguedà) inclosa en l'Inventari del Patrimoni Arquitectònic de Catalunya.

## Descripció
Masia orientada al sud-est del tipus II segons la classificació de J. Danés, amb coberta a dues vessants i el carener perpendicular a la façana principal. Consta de tres plantes i presenta la façana amb els elements disposats simètricament. Al mig hi ha la porta d'entrada, amb arc rebaixat, i dos balcons, allindanat el del primer pis i amb arcs geminats el de la segona planta. Els finestrals són allindanats.
Tota la casa és feta amb maçoneria i carreus ben tallats als angles.